# مولین (کانزاس)
مولین (به انگلیسی: Moline) شهری در ایالت کانزاس کشور ایالات متحده آمریکا است که جمعیت آن در سرشماری سال ۲۰۱۰ میلادی، ۳۷۱ نفر بوده‌است.